# Arroio Grande
Arroio Grande egy község (município) Brazíliában, Rio Grande do Sul állam déli részén, a Mirim-lagúna északi partján. 2022-ben népességét 17 558 főre becsülték. Nevének jelentése „nagy patak”, az azonos nevű vízfolyás után.

## Története
Gyarmatosítása a 19. század elején kezdődött. 1803-ban Manuel Jerônimo de Sousa, Irineu Evangelista de Sousa nagyapja kapta meg a szarvasmarha-tenyésztésre használt területet. 1809-ben az akkor létrehozott Rio Grande község része lett. 1812-ben Manuel de Souza Gusmão és felesége, Maria Pereira das Neves területet adományozott egy kápolna felépítésére. A telepesek nem tudtak megegyezni, hogy az Arroio Grande vízfolyás jobb vagy bal oldalán hozzák létre a települést; végül a „bal oldalt” pártolók nyertek, és ezen az oldalon avatták fel 1815-ben a Nossa Senhora da Graça kápolnát is. 1846-ban Nossa Senhora da Graça de Arroio Grande néven a települést plébániává emelték, a helyet pedig Jaguarão kerületévé nyilvánították. A települést 1873-ban kisvárosi (vila), 1890-ben nagyvárosi (cidade) rangra emelték. A kerület 1873-ban függetlenedett Jaguarãotól, és még ugyanebben az évben községgé alakult Arroio Grande néven.
Az 1835-ben kitört farroupilha-felkelés idején Arroio Grande heves harcok színtere volt. A császári erőkhöz tartozó João da Silva Tavares 1835. október 14-én legyőzte Manuel Antunes de Porciúncula felkelő csapatait, azonban 1836. szeptember 17-én David Canabarro felkelő legyőzte és elfogta Tavarest (aki azonban később megszökött egy megvesztegetett börtönőr segítségével).

## Leírása
Székhelye Arroio Grande, további kerületei Mauá, Pedreiras, Santa Izabel do Sul. A község az úgynevezett Campanha-zónában található, területe sík alföld. A községközpont tengerszint feletti magassága 39 méter, távolsága az állami székhelytől légvonalban 305 km. Nedves szubtrópusi éghajlat jellemzi, az éves átlaghőmérséklet 17 ºC, a csapadék 1250 mm. Gazdaságának legnagyobb részét a mezőgazdaság és a szolgáltatások teszik ki. A mezőgazdaság fő ágai a rizs- és szójatermesztés, szarvasmarha-tenyésztés.

## Híres szülöttei
- Irineu Evangelista de Sousa (1813–1889) vállalkozó, politikus; társaságok és létesítmények alapítója, Mauá bárója és vikomtja. A 19. század legaktívabb és legvállalkozóbb szellemű emberének tartják Brazíliában[4]
- Gumercindo Saraiva (1852–1894) politikus, katona; a felkelők (maragatos) egyik hadvezére az 1893–95-ös föderalista forradalomban[6]
- Herculano de Freitas Guimarães (1865–1926) ügyvéd, politikus; Paraná kormányzója[7]
- Coussirat de Araújo (1889–1929) mérnök, meteorológus; ő szervezte meg a Rio Grande do Sul-i Meteorológiai Szolgálatot az Állami Csillagászati és Meteorológiai Intézet igazgatójaként[4]